# Exploration d'une anomalie lipidique
Pour les articles homonymes, voir EAL.
L'exploration d'une anomalie lipidique (EAL) ou bilan lipidique est un examen biologique permettant de déterminer le profil lipidique d'un individu.
Il porte sur les taux sanguins des lipides comme le cholestérol, le HDL, le LDL et les triglycérides.

## Usage
Dosage de la concentration sanguine des lipoprotéines pour le dépistage ou le suivi des dyslipidémies.

## Méthode
Le bilan lipidique se fait à partir d’une prise de sang à jeun depuis au moins 12h.
Le prélèvement se fait traditionnellement sur tube sec pour permettre un dosage du sérum sanguin. Pour simplifier le prélèvement, en permettant d'autre dosages sanguins de routine sur le même échantillon, les fabricants de réactifs préconisent souvent l'usage d'un tube hépariné conduisant à un dosage du plasma.
L’anticoagulant peut cependant influencer les résultats obtenus, en particulier en abaissant la cholestérolémie.

## Mesures

### Aspect du sérum
C'est un examen visuel du sérum sanguin débarrassé de ses cellules et des protéines de la coagulation par centrifugation.
Celui-ci est normalement limpide à jeun. La présence de lipoprotéines de petite taille (molécules HDL et LDL) ne modifie pas l'aspect du sérum. L'aspect est donc surtout un marqueur d'hypertriglycéridémie : opalescence causée par les VLDL et lactescence par les chylomicron.
Pour confirmer la présence de chylomicrons on peut effectuer un test de crémage en laissant le prélèvement au repos pendant 24 heures à + 4 °C.

### Cholestérol total (CT)
Le cholestérol total est généralement dosé par techniques enzymatiques mais il existe de nombreuses autres méthodes.
Une valeur anormalement haute correspond à une hypercholestérolémie. Une valeur anormalement basse correspond à une hypocholestérolémie.

### Triglycérides (TG)
Les triglycéride sont généralement dosés par techniques enzymatiques.
Une valeur anormalement haute correspond à une hypertriglycéridémie.
En cas de sérum limpide, une valeur élevée peut aussi être un artefact de mesure dû à excès de glycérol libre.

### Cholestérol HDL (HDL)
Le HDL-cholestérol, est la fraction non-athérogène du cholestérol. Une valeur élevé de sa concentration sanguine est donc un facteur de diminution du risque vasculaire.

### Cholestérol LDL (LDL)
Dosage de la fraction de lipoprotéine de basse densité dans le sang.
Elle calculée par la formule de Friedewald si les triglycérides ≤ 3,4 g/l, par dosage direct sinon.

### Examens complémentaires
Un bilan lipidique orienté est utilisable pour surveillance de traitement ou recherche d'une hyperlipémie secondaire 
- dosage des Apolipoprotéine A et Apolipoprotéine B, ratio Apo-B/Apo-A1
- dosage des lipoprotéine(a)
- lipoprotéinogramme : séparation différentes fractions lipoprotéiques par électrophorèse